# Márcio Aurélio dos Santos
Márcio Aurélio dos Santos (Cuiabá, 1955) é um artista plástico, pintor e desenhista brasileiro. Ele frequentou o Ateliê Livre da Fundação Cultural de Mato Grosso.
O artista participou do Salão Jovem Arte Mato-grossense obtendo destaque nas edições de 1977 e 1978. A partir de 1979, ele passou a ser convidado para diversas mostras coletivas e realizou outras individuais, em Cuiabá, Chapada dos Guimarães, São Paulo e Campo Grande.